# Бутринті
Бутринті (лат. Buthrotum, алб. Butrint або алб. Butrinti) — археологічний музей-заповідник на півдні Албанії неподалік від Саранди, поблизу кордону з Грецією. Розташований на березі однойменного озера, за два кілометри від Іонічного моря, напроти острова Керкіра. Сучасне албанське селище з назвою Бутринті розташоване неподалік.
В 1992 році розкопки грецького та римського міст включені до списку об'єктів Світової спадщини ЮНЕСКО. В 1999 році об'єкт розширено включенням до нього середньовічної венеційської фортеці.

## Історія
- VI століття до н. е. Поселення засноване греками, як колонія Коринфу та Керкіри. Відомо, як грецьке місто Бутротон.
- За часів Римської імперії — місто Бутротум.
- 551 — зруйноване вестготами.
- У складі Візантійської провінції Епір.
- XIV століття — володіння Венеційської республіки.
- XV століття — місто остаточно покинуте після турецького завоювання.

## Сучасний стан
Бутринті частково розкопаний в 1928—35 роках італійським вченим Л. Уголіні. Розкриті оточувальні акрополь стіни 5 — 4 століть до н.е. з воротами (в тому числі «Левові ворота з рельєфним зображенням лева на архітраві»). У нижньому місті — святилище Асклепія зі статуєю бога, театр III століття до н.е. з 19 рядами лав і мармуровими статуями, залишки житлових і громадських будівель. Після Другої світової війни розкопки були продовжені.
В 1959 році до візиту в Албанію Хрущова до Бутринті була прокладена асфальтована дорога від міста Саранда, що знаходиться за 15 км на північ.